# Jorge Nuno Pinto da Costa
Jorge Nuno de Lima Pinto da Costa (Cedofeita, Porto, 28 de dezembro de 1937 — Campanhã, Porto, 15 de fevereiro de 2025) foi um dirigente desportivo. Foi o 31.º Presidente do Futebol Clube do Porto, cargo que ocupou durante 42 anos, entre 1982 e 2024. É o dirigente desportivo mais titulado do mundo.

## Biografia
Jorge Nuno faz a escola primária no Colégio Almeida Garrett, tendo simultaneamente aulas particulares de Inglês e Francês. Aos 10 anos vai estudar para o Instituto Nun'Álvares, mais conhecido por Colégio das Caldinhas, em Santo Tirso, um colégio jesuíta. De regresso ao Porto, consegue o seu primeiro emprego aos 19 anos no Banco Português do Atlântico, onde foi colega de Artur Santos Silva. É mais ou menos por essa altura que inicia a sua ligação ao FC Porto como dirigente, mantendo contudo o seu emprego no banco e trabalhando mais tarde como vendedor de tintas e resinas, até passar a dedicar-se a tempo inteiro ao dirigismo. Publicou em 2005 a sua autobiografia, Largos Dias Têm Cem Anos, com prefácio de Lennart Johansson, presidente da UEFA entre 1990 e 2007. Dedicou-se a dirigir o Futebol Clube do Porto.

### Vida pessoal
Ao regressar ao Porto após vários anos no Colégio das Caldinhas em Santo Tirso, Pinto da Costa reencontra a filha de um amigo da família com quem convivera na infância, Manuela Carmona Graça, nascida no Porto, Foz do Douro, a 15 de abril de 1941, filha de Alberto da Silva Graça (Porto, Foz do Douro, 18 de maio de 1915 - Porto, Paranhos, 2 de outubro de 1975) e de sua mulher (Porto, Cedofeita, 18 de maio de 1940) Noémia Armanda Branco Carmona (Chaves, 11 de março de 1914 - ?, filha dum filho natural dum tio paterno do Presidente António Óscar de Fragoso Carmona), e apaixona-se. Após vários anos de namoro, em que Manuela se licenciou em Coimbra, em Educação de Infância e em Ciências Históricas, e prosseguiu estudos na Universidade de Karlsruhe, Manuela é convidada para trabalhar na Alemanha, onde consegue também um emprego para o namorado. Pinto da Costa, não querendo afastar-se do FC Porto, recusa a proposta e pede a namorada em casamento. Casam no Porto, Paranhos, a 7 de abril de 1964 e o primeiro e único filho do casal, Alexandre Jorge Graça Pinto da Costa, nasce no Porto, Santo Ildefonso, a 26 de abril de 1967.
Em 1985, Pinto da Costa conhece e apaixona-se por Filomena Morais, e em 1987 nasce da união uma filha, Joana Morais Pinto da Costa. A 23 de dezembro de 1997, com trinta e três anos de casamento e netos nascidos, divorciou-se da mulher Manuela. 
Em 1998, casa com Filomena, de quem se divorcia quatro anos depois. Então, já tinha assumido um romance com Carolina Salgado, que viria a terminar em 2005. Após uma separação conturbada de Carolina Salgado, em outubro de 2007, Pinto da Costa casa com Filomena pela segunda vez, divorciando-se de novo em 2012.
Em 28 de julho de 2012, casou-se no Brasil com Fernanda Miranda, 50 anos mais nova, oficializando a união de facto em que viviam há cerca de três anos. O casamento foi na cidade natal da noiva, Touros. Divorciaram-se em 20 de dezembro de 2016. Em setembro de 2017 reataram a relação que terminou novamente pouco depois.
De setembro de 2017 a agosto de 2023 viveu no Porto, em união de facto, com Cláudia Campo, que conheceu na agência do banco onde Cláudia trabalha. Em agosto de 2023 casou pela quinta vez com Cláudia Campo, com quem já namorava há seis anos. O casal tem 40 anos de diferença.
Em agosto de 2021 foi anunciado que estava a batalhar um cancro da próstata. Em entrevista à TVI a 27 de agosto contou detalhes sobre sua vida. 

Em outubro de 2024 lança mais um livro intitulado "Azul até ao fim" onde fala com naturalidade da morte e do funeral:
“Quero ver-vos vestidos de azul”
À boleia do novo livro, o culto de Pinto da Costa encheu a Alfândega do Porto
O livro compila várias entradas de um diário esporádico de Pinto da Costa, escritas nos últimos três anos. Depois da conversa sobre o cancro, outro dos temas discutidos com naturalidade é o das cerimónias fúnebres. A capa do livro mostra uma fotografia de Pinto da Costa apoiado num caixão embrulhado com a bandeira do FC Porto. Na nota prévia que abre o livro, o ex-presidente deixa claro que a ideia da imagem de capa foi inteiramente dele – não fosse a editora receber comentários negativos. Não tem pressa que o momento da despedida chegue, mas clarificou algumas das coisas que deseja evitar. 
“Uma coisa que me irrita muito nos funerais é que, à parte das pessoas que estão junto do caixão, há sempre alguém a contar anedotas. Não queria que isso acontecesse no meu funeral. Não por mim, mas por respeito à minha família e amigos que naturalmente naquela hora vão sofrer por os ter deixado”, indica. "Também não quero ver lá ninguém de luto e vestida de preto. Quero ver-vos vestidos de azul. É a cor do céu, da manta da Nossa Senhora e a cor do FC Porto".
No dia 23 de novembro, Pinto da Costa, cuja saúde estava a deteriorar-se nos últimos tempos, foi operado ao fémur no Hospital CUF Porto, onde recebeu a visita do antigo presidente da República Ramalho Eanes.
Morreu a 15 de fevereiro de 2025, com 87 anos. Pinto da Costa lutava contra um câncer na próstata há três anos. Mas a doença acabou se agravando.

### Família
Jorge Nuno Pinto da Costa é o quarto filho e terceiro varão de José Alexandrino Teixeira da Costa (Porto, Foz do Douro, 9 de Junho de 1910 - Porto, Aldoar, 6 de Dezembro de 1977), Comerciante, e de sua mulher (Porto, Cedofeita, 15 de Novembro de 1932) Maria Elisa Bessa de Lima Amorim Pinto (Matosinhos, São Mamede de Infesta, 15 de Maio de 1913 - 14 de Novembro de 1997), tetraneta dum primo em 5.º grau do 1.º Barão de Leiria e 1.º Visconde de Leiria, que acabariam por divorciar-se poucos anos depois, dos quais nasceram outros cinco filhos: José Eduardo (Porto, Cedofeita, 3 de Abril de 1934 - 8 de Dezembro de 2021), Maria Alice (Porto, Cedofeita, 19 de Setembro de 1935 - 10 de Novembro de 2021) e António Manuel (Porto, Cedofeita, 11 de Fevereiro de 1936 - 29 de Setembro de 2004), mais velhos, Maria Eduarda (1939) e Eduardo Honório (5 de Setembro de 1941 - 26 de Fevereiro de 1999), mais novos.

## Ligação ao FC Porto

### De adepto a director
É por influência do tio Armando Pinto, entusiasta de futebol que fora presidente do Famalicão, que Jorge Nuno Pinto da Costa começa a interessar-se por futebol. É o tio quem paga os ingressos do FC Porto x Sporting de Braga, o primeiro jogo a que Jorge Nuno, com oito anos, assiste no Campo da Constituição, na companhia do seu irmão José Eduardo. Desde então não mais se desligou do clube, nem mesmo quando se encontrava longe do Porto, procurando sempre que possível ouvir o relato das partidas. Quando completa 16 anos, em dezembro de 1953, a avó materna inscreve-o como sócio do FC Porto.
Após o regresso ao Porto, Jorge Nuno acompanha religiosamente os jogos do clube, sobretudo de futebol e de hóquei em patins. Com cerca de 20 anos, é convidado pelo responsável pela secção de hóquei em patins para ocupar o lugar de vogal, e aceita. Em 1962 passaria a chefe de secção, cargo que viria a acumular com o de chefe da secção de hóquei em campo. Em 1967 passa a ser também chefe da secção de boxe, onde conhece Reinaldo Teles, na altura atleta da modalidade.
Em 1969, é convidado por Afonso Pinto de Magalhães a integrar a sua lista para as eleições desse ano como director das modalidades amadoras. Assim, Pinto da Costa assume pela primeira vez um cargo eleito no FC Porto, de 1969 a 1971. No final desse período, apesar de ter sido convidado por Américo de Sá a candidatar-se com ele, recusou o convite por considerar que o novo candidato deveria apresentar-se às urnas com uma lista totalmente renovada. Durante alguns anos, esteve ligado como director no Futebol Clube de Infesta.
Em 1976, em conversa com um grupo de amigos e apesar de não se encontrar a desempenhar funções no FC Porto, alguns deles - boavisteiros - provocavam Pinto da Costa por o seu clube ter deixado que o futebolista Albertino, praticamente contratado, "fugisse" para o Boavista. Em resposta, Pinto da Costa disse apenas que "largos dias têm cem anos", decidindo nesse preciso momento - soube-se mais tarde, aquando da publicação da sua autobiografia - regressar ao dirigismo desportivo. Conversou com o presidente Américo de Sá e comprometeu-se a fazer parte da sua lista nas eleições seguintes como director do departamento de futebol.
Ainda antes das eleições, acertou com José Maria Pedroto, treinador do Boavista, o seu regresso ao FC Porto, onde já havia sido jogador e treinador. Em maio desse mesmo ano, Pinto da Costa volta a ser dirigente do FC Porto. É com Américo de Sá como presidente, Pinto da Costa como director do futebol e Pedroto como treinador que o FC Porto consegue quebrar, em 1977-78, o jejum de 19 anos sem vencer um campeonato nacional. Apesar disso, o final da década de 1970 é um período conturbado para o FC Porto, e Pinto da Costa e Pedroto acabam por deixar o clube em 1980.

### A presidência
Em dezembro de 1981 as coisas continuam a correr mal ao FC Porto, e é então que um grupo de sócios se une com o objectivo de convencer Pinto da Costa a candidatar-se à presidência do clube. O "sim" demora a surgir, mas perante a insistência dos sócios Pinto da Costa acaba por aceitar, convidando Pedroto para voltar a treinar a equipa principal. Candidatando-se em lista única, Jorge Nuno Pinto da Costa vence as eleições de 17 de abril de 1982, tornando-se o 31.º presidente do FC Porto (ver a cronologia de presidentes do FC Porto no artigo relativo ao clube).
No mesmo ano de 1982, o hóquei em patins do clube, que não havia vencido qualquer título desde a sua implementação em 1955, vence a Taça das Taças, arrancando para um período de ouro, durante o qual o clube venceu o mesmo título no ano seguinte de 1983, a Taça dos Clubes Campeões Europeus e a Taça Continental em 1986, a Taça dos Clubes Campeões Europeus em 1990, e a Taça CERS em 1994 e 1996.
Em 1983, criou-se a Loja Azul. Em 1984, o FC Porto chega à sua primeira final Europeia de futebol, na Taça das Taças, contra a Juventus, da qual sai derrotado pela margem mínima de 2-1. Em 1985, deu-se a criação da revista do clube, "Dragões". Em 1986, faz-se o rebaixamento do relvado do Estádio das Antas. Em 1987, vence a Taça dos Clubes Campeões Europeus e a Taça Intercontinental, e depois a Supertaça Europeia relativa à mesma época, já no início de 1988. A década de 1990 seria gloriosa para o futebol portista graças à conquista de oito campeonatos, cinco deles consecutivamente - o Pentacampeonato, feito inédito no futebol português, em 1999, ano em que conseguiu obter também o Pleno Nacional.
Foi eleito 3.º Presidente da Direção da Liga Portuguesa de Futebol Profissional e, por inerência, Vice-Presidente da Federação Portuguesa de Futebol, a 10 de julho de 1995, tendo tomado posse a 13 de julho de 1995 e até 23 de dezembro de 1996. Logo em agosto de 1995, na época 1995/1996 foi organizado o primeiro campeonato pelo Organismo Autónomo (entidade considerada pela Federação Portuguesa de Futebol como autónoma da Liga com sede no mesmo local e suportada pela mesma estrutura administrativa) que foi posteriormente oficializado como fazendo parte da estrutura da Liga de Clubes. A Liga passou a ser responsável por regulamentar, organizar e gerir as competições de natureza profissional, exercer o poder disciplinar em primeiro grau de decisão e gerir o sector de arbitragem através de uma Comissão de Arbitragem. Também em agosto de 1995 ocorreu a entrada em actividade da Comissão Arbitral Paritária com a publicação da Portaria N.º 1105/95, um novo centro de arbitragem voluntária com o objectivo a resolução de litígios decorrentes dos contratos individuais de trabalho desportivos celebrados entre os clubes e os respectivos jogadores profissionais de futebol.
Em 1997, foram criadas SADS para o futebol e o basquetebol. Em 1999, o clube venceu o título nacional de andebol, 31 anos depois.
Já no século XXI, o clube azul e branco inauguraria, em 2002, o Centro de Treinos e Formação Desportiva PortoGaia, e aumentaria o seu palmarés internacional, vencendo quer o Campeonato Nacional quer a Taça UEFA em 2003, ano da inauguração do novo Estádio do Dragão, e o Campeonato Nacional e a Liga dos Campeões em 2004 sob o comando de José Mourinho e a Taça Intercontinental do mesmo ano já com Victor Fernandez, a que se acrescentam a demolição do Estádio das Antas e construção do Estádio do Dragão, com capacidade para 52 000 espectadores e mais um pleno nacional. Em 2004 é revelado publicamente o Apito Dourado envolvendo denúncias contra Pinto da Costa.
No ano de 2009 conquista o segundo tetracampeonato de futebol da sua presidência e da história do clube, com a equipa sob o comando de Jesualdo Ferreira.
Em 2011 viu o FC Porto conquistar a Liga Europa da UEFA de 2010-11 e a fazer ainda mais um Pleno Nacional, ao comando de André Villas-Boas, que viria a ser o mais jovem treinador de sempre a conquistar um troféu europeu e, também, o treinador com a transferência mais cara de sempre.
Em 7 de junho de 2020 foi reeleito presidente do FC Porto com 68,65% dos votos para o 15.º mandato à frente do clube.
Em 23 de Abril de 2022, Jorge Nuno Pinto da Costa completou 40 anos como presidente do Futebol Clube do Porto. Uma marca histórica, para o presidente mais titulado a nível mundial. Foram mais de 1340 títulos em diversas modalidades, de onde se destacam: 64 títulos no futebol, 47 no andebol, 63 no basquetebol e 508 no atletismo. Mas é no futebol onde é mais respeitado com a conquista nos últimos 40 anos de: 2 Ligas/Taças dos Campeões Europeus, 2 Taças da Liga Europa/Taça UEFA, 2 Taças Intercontinentais, 1 Super Taça Europeia, 22 Campeonatos Nacionais, 13 Taças de Portugal e 21 Super Taças Portugal. Um percurso único, ímpar, incomparável com o restante panorama mundial do futebol.
Em 27 de abril de 2024, nas eleições para os órgãos sociais do Futebol Clube do Porto, André Villas-Boas conseguiu 21489 votos contra 5224 de Pinto da Costa, terminando assim a longa presidência de Pinto da Costa.
A auditoria forense realizada pela consultora Deloitte concluiu que a gestão de Pinto da Costa prejudicou o FC Porto em 59,1 milhões de euros nos últimos dez anos da sua presidência.

## Livros
| Ano  | Nome                                        | Editor               |
| ---- | ------------------------------------------- | -------------------- |
| 2024 | Azul até ao fim                             | Contraponto Editores |
| 2024 | O Nosso Dragão Chama                        | Contraponto Editores |
| 2022 | Largos Anos Têm 14 600 Dias - Fotobiografia | Contraponto Editores |
| 2021 | A Chama do Nosso Dragão                     | Contraponto Editores |
| 2018 | Até ao Mar Azul                             | Contraponto Editores |
| 2013 | 31 Anos de Presidência, 31 Decisões         | Chiado Books         |
| 2004 | Largos Dias Têm 100 Anos                    | Ideias & Rumos       |